# Gåbddåjávrre
Gåbddåjávrre är en sjö i Jokkmokks kommun i Lappland och ingår i Luleälvens huvudavrinningsområde. Sjön har en area på 0,605 kvadratkilometer och ligger 581 meter över havet. Gåbddåjávrre ligger i Padjelanta Natura 2000-område.

## Namnutveckling
Sjön har bytt namn flera gånger. Här lämnas en historik från 1890-talet och framåt.
| Generalstabskartan 1890- | Fjällkartan 1964 | Fjällkartan 2001 | Topografiska kartan 2017 |
| ------------------------ | ---------------- | ---------------- | ------------------------ |
| Kåbdesjaure              | Piellojaure      | Biellojávrre     | Gåbddåjávrre             |

På Generalstabskartans blad SULITÄLMA i skala 1:200000 från 1890 (uppmätt 1876) heter sjön Kåbdesjaure. En större namnuppdatering av samiska namn på kartorna började genomföras 1964 och på Lantmäteriverkets kartblad 28G VIRIHAURE i skala  1:100000 från 1969 har sjön bytt namn till Piellojaure. Namnet kommer från den närliggande udden Piellonjarka som inte var namngiven på Generalstabskartan. Kartor över lulesamiskt område utgivna efter 1988 skulle ha den nuvarande ortografin vilket bland annat innebar att inledande P byttes ut mot B och namnet blev då Biellojávrre. Slutligen på topografiska kartan från 2017 ändrades namnet igen till Gåbddåjávrre - ett namn som ser ut att vara härlett från Generalstabskartan.

## Delavrinningsområde
Gåbddåjávrre ingår i det delavrinningsområde (747556-152294) som SMHI kallar för Utloppet av Piellojaure. Medelhöjden är 605 meter över havet och ytan är 2,24 kvadratkilometer. Räknas de 2 avrinningsområdena uppströms in blir den ackumulerade arean 7,65 kvadratkilometer. Vattendraget som avvattnar avrinningsområdet har biflödesordning 3, vilket innebär att vattnet flödar genom totalt 3 vattendrag (Vuojatädno, Stora Luleälv, Luleälven) innan det når havet efter 426 kilometer. Avrinningsområdet består mestadels av kalfjäll (73 procent). Avrinningsområdet har 0,61 kvadratkilometer vattenytor vilket ger det en sjöprocent på 27 procent.

## Galleri

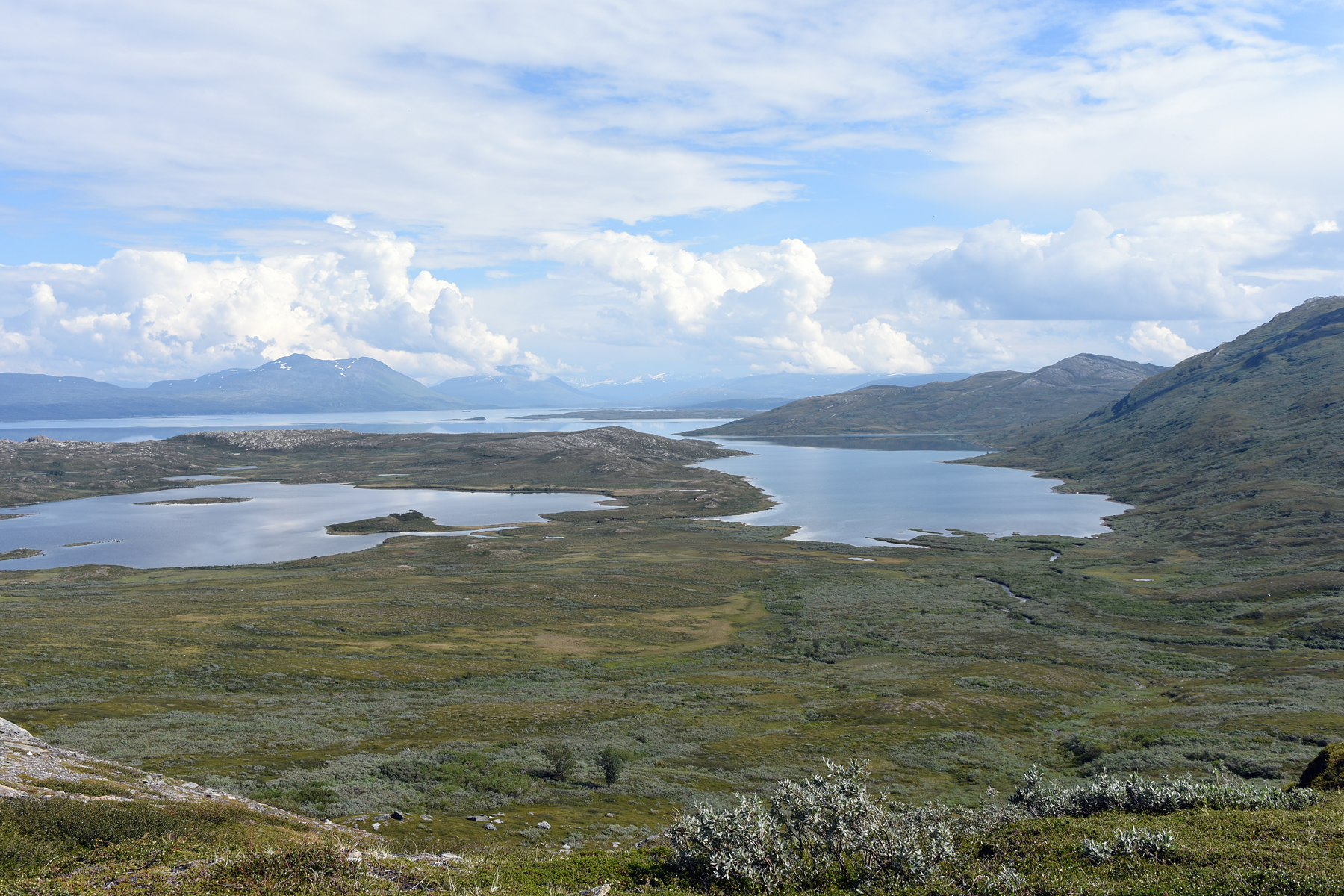
Gåbddåjávrre till vänster och Sierggaluokta (Virihávrre) till höger.